# Alpine F1 Team
A Alpine F1 Team, comumente conhecida como Alpine e atualmente competindo como BWT Alpine F1 Team, é uma equipe e construtor de Fórmula 1 com sede em Enstone, Oxfordshire, no Reino Unido, mas que compete com uma licença francesa. A equipe foi formada para a disputa do campeonato de 2021, após a renomeação da equipe de Fórmula 1 da Renault, que continua sendo a administradora da equipe, mas optou pela mudança de nome para promover sua marca de automóveis subsidiária Alpine.

## História

### Origens
A história desta equipe de Fórmula 1 começou em 1981 como a equipe Toleman, com sede em Witney, Oxfordshire, Inglaterra. Em 1986, a equipe foi renomeada para Benetton Formula, na sequência da sua aquisição em 1985 pela família Benetton. Entre 1992 e 1993, a equipe se mudou em alguns quilômetros para uma nova base em Enstone. Michael Schumacher venceu o Campeonato de Pilotos com a equipe em ambas as temporadas de 1994 e 1995. Em 1995, a equipe também venceu o Campeonato de Construtores, com Johnny Herbert pilotando ao lado de Schumacher.
A Renault comprou a equipe Benetton em 2000, e em 2002, ela rebatizou-a de Renault F1 Team. Nas temporadas de 2005 e 2006, Fernando Alonso ganhou o Campeonato de Pilotos com a equipe, e a equipe ganhou os Campeonatos de Construtores (com Giancarlo Fisichella como seu outro piloto). No final de 2009, a Renault vendeu sua participação majoritária na equipe para a Genii Capital. A partir de 2011, a Lotus Cars envolveu-se com a equipe, com ela sendo rebatizada, primeiramente para "Lotus Renault GP" para competir na temporada de 2011, e depois para "Lotus F1 Team" para a temporada de 2012.
Após a Lotus sofrer uma grave crise financeira durante a temporada de 2015. Em 3 de dezembro de 2015, a Renault anunciou que havia comprado a equipe de volta para a disputa da temporada de 2016. Com a equipe competindo sob o nome Renault durante as cinco temporadas seguintes.

### Alpine
A primeira tentativa de envolvimento da Alpine na Fórmula 1 remonta a 1968, quando o Alpine A350 foi construído, movido por um motor Gordini V8. No entanto, após o teste inicial com Mauro Bianchi em Zandvoort, o projeto foi encerrado quando foi descoberto que o motor produzia cerca de 300 cavalos em comparação com os 400 dos motores Cosworth V8. Após o projeto ser abandonado o A350 foi destruído. Em 1975, a empresa produziu o protótipo Alpine A500 para testar um motor turbo V6 de 1,5 L para a equipe de fábrica da Renault, que iria estrear na Fórmula 1 em 1977.
Em 6 de setembro de 2020, a Renault anunciou a alteração do nome de construtor da sua equipe de Fórmula 1 para Alpine a partir da temporada de 2021, após uma reestruturação da organização interna das duas empresas com objetivo de promover a marca Alpine, que atualmente é uma subsidiária do grupo Renault.
A Alpine teve o bicampeão mundial de Fórmula 1 pela Renault, Fernando Alonso e Esteban Ocon, pilotando para a equipe em sua temporada de estreia. Alpine utilizou motores Renault e o engenheiro e diretor-gerente Cyril Abiteboul deixou a Renault durante a transição para a Alpine.
Em 1 de agosto de 2021, a equipe alcançou seu primeiro pódio e vitória na categoria sob o nome Alpine no Grande Prêmio da Hungria, que também marcou a primeira vitória de Esteban Ocon na Fórmula 1.
Em fevereiro de 2022, a BWT tornou-se o patrocinador principal da equipe, em um acordo que visa impulsionar a sustentabilidade. Com a equipe passando a competir como "BWT Alpine F1 Team".
Em junho de 2023, a equipe Alpine anunciou que havia vendido 24% de suas ações para um grupo de investidores com sede nos Estados Unidos por 200 milhões de euros, este grupo é formado pela Otro Capital, RedBird Capital Partners e Maximum Effort Investments.
Em 30 de setembro de 2024, devido à falta de bons resultados com sua unidade de potência durante a era do turbo-híbrido V6 desde que começou a ser utilizado em 2014, a Renault anunciou que encerraria seu programa de motores após a conclusão do campeonato de 2025 e não faria motores para os novos regulamentos de 2026. Com isso, significando que a Alpine perderá seu status de equipe de fábrica e se tornará uma equipe cliente. Em 12 de novembro do mesmo ano, a Alpine confirmou que utilizará motores e caixas de câmbio fabricados pela Mercedes a partir da temporada de 2026.

## Pilotos
| Alpine | Alpine             | Alpine | Alpine | Alpine  | Alpine                       | Alpine                     | Alpine               |
| Ano    | Nome               | Carro  | Pneus  | Motor   | Pilotos                      | Pilotos de testes          | Classificação Pontos |
| ------ | ------------------ | ------ | ------ | ------- | ---------------------------- | -------------------------- | -------------------- |
| 2022   | BWT Alpine F1 Team | A522   | P      | Renault | Fernando Alonso Esteban Ocon | Oscar Piastri              | 4° lugar 173 pontos  |
| 2021   | Alpine F1 Team     | A521   | P      | Renault | Fernando Alonso Esteban Ocon | Daniil Kvyat · Guanyu Zhou | 5º lugar 155 pontos  |

## Resultados
Resultados em negrito indicam pole position; resultados em itálico indicam volta mais rápida.
| Ano   | Chassi       | Motor                        | Pneu | Piloto          | 1   | 2   | 3   | 4   | 5   | 6   | 7   | 8   | 9   | 10  | 11  | 12  | 13  | 14  | 15  | 16  | 17  | 18  | 19  | 20  | 21  | 22  | 23  | 24  | Pontos | Pos. |
| ----- | ------------ | ---------------------------- | ---- | --------------- | --- | --- | --- | --- | --- | --- | --- | --- | --- | --- | --- | --- | --- | --- | --- | --- | --- | --- | --- | --- | --- | --- | --- | --- | ------ | ---- |
| 2021  | A521         | Renault E-Tech 20B 1.6 V6 t  | P    |                 | BAR | EMI | POR | ESP | MON | AZE | FRA | EST | AUT | GBR | HUN | BEL | PBS | ITA | RUS | TUR | EUA | CMX | SAO | CAT | ARA | ABU |     |     | 155    | 5.º  |
| 2021  | A521         | Renault E-Tech 20B 1.6 V6 t  | P    | Fernando Alonso | Ret | 10  | 8   | 17  | 13  | 6   | 8   | 9   | 10  | 7   | 4   | 11  | 6   | 8   | 6   | 16  | Ret | 9   | 9   | 3   | 13  | 8   |     |     | 155    | 5.º  |
| 2021  | A521         | Renault E-Tech 20B 1.6 V6 t  | P    | Esteban Ocon    | 13  | 9   | 7   | 9   | 9   | Ret | 14  | 14  | Ret | 9   | 1   | 7   | 9   | 10  | 14  | 10  | Ret | 13  | 8   | 5   | 4   | 9   |     |     | 155    | 5.º  |
| 2022  | A522         | Renault E-Tech RE22 1.6 V6 t | P    |                 | BAR | ARA | AUS | EMI | MIA | ESP | MON | AZE | CAN | GBR | AUT | FRA | HUN | BEL | PBS | ITA | SIN | JAP | EUA | CMX | SAO | ABU |     |     | 173    | 4.º  |
| 2022  | A522         | Renault E-Tech RE22 1.6 V6 t | P    | Fernando Alonso | 9   | Ret | 17  | Ret | 11  | 9   | 7   | 7   | 9   | 5   | 10  | 6   | 8   | 5   | 6   | Ret | Ret | 7   | 15  | 19† | 5   | Ret |     |     | 173    | 4.º  |
| 2022  | A522         | Renault E-Tech RE22 1.6 V6 t | P    | Esteban Ocon    | 7   | 6   | 7   | 14  | 8   | 7   | 12  | 10  | 6   | Ret | 56  | 8   | 9   | 7   | 9   | 11  | Ret | 4   | 10  | 8   | 8   | 7   |     |     | 173    | 4.º  |
| 2023  | A523         | Renault E-Tech RE23 1.6 V6 t | P    |                 | BAR | ARA | AUS | AZE | MIA | MON | ESP | CAN | AUT | GBR | HUN | BEL | PBS | ITA | SIN | JAP | CAT | EUA | CMX | SAO | LAS | ABU |     |     | 120    | 6.º  |
| 2023  | A523         | Renault E-Tech RE23 1.6 V6 t | P    | Pierre Gasly    | 9   | 9   | 13† | 14  | 8   | 7   | 10  | 12  | 10  | Ret | Ret | 113 | 3   | 15  | 6   | 10  | 12  | 67  | 11  | 7   | 11  | 13  |     |     | 120    | 6.º  |
| 2023  | A523         | Renault E-Tech RE23 1.6 V6 t | P    | Esteban Ocon    | Ret | 8   | 14† | 15  | 9   | 3   | 8   | 8   | 147 | Ret | Ret | 8   | 10  | Ret | Ret | 9   | 7   | Ret | 10  | 10  | 4   | 12  |     |     | 120    | 6.º  |
| 2024  | A524         | Renault E-Tech RE24 1.6 V6 t | P    |                 | BHR | SAU | AUS | JPN | CHN | MIA | EMI | MON | CAN | ESP | AUT | GBR | HUN | BEL | NED | ITA | AZE | SIN | EUA | CMX | SAP | LAS | QAT | ABU | 65     | 7.º  |
| 2024  | A524         | Renault E-Tech RE24 1.6 V6 t | P    | Pierre Gasly    | 18  | Ret | 13  | 16  | 13  | 12  | 16  | 10  | 9   | 9   | 10  | NL  | Ret | 13  | 9   | 15  | 12  | 17  | 12  | 10  | 37  | Ret | 5   | 7   | 65     | 7.º  |
| 2024  | A524         | Renault E-Tech RE24 1.6 V6 t | P    | Esteban Ocon    | 17  | 13  | 16  | 15  | 11  | 10  | 14  | Ret | 10  | 10  | 12  | 16  | 18  | 9   | 15  | 14  | 15  | 13  | 18  | 13  | 2   | 17  | Ret | NP  | 65     | 7.º  |
| 2024  | A524         | Renault E-Tech RE24 1.6 V6 t | P    | Jack Doohan     |     |     |     |     |     |     |     |     |     |     |     |     |     |     |     |     |     |     |     |     |     |     |     | 15  | 65     | 7.º  |
| 2025* | Por anunciar | Renault 1.6 V6 t             | P    |                 | AUS | CHN | JPN | BHR | SAU | MIA | EMI | MON | ESP | CAN | AUT | GBR | BEL | HUN | NED | ITA | AZE | SIN | EUA | CMX | SAP | LAS | QAT | ABU | 20     | 8    |
| 2025* | Por anunciar | Renault 1.6 V6 t             | P    | Pierre Gasly    | 11  | DSQ | 13  | 7   | Ret | 138 | 13  | Ret | 8   | 15  | 13  | 6   |     | 19  |     |     |     |     |     |     |     |     |     |     | 20     | 8    |
| 2025* | Por anunciar | Renault 1.6 V6 t             | P    | Jack Doohan     | Ret | 13  | 15  | 14  | 17  | Ret |     |     |     |     |     |     |     |     |     |     |     |     |     |     |     |     |     |     | 20     | 8    |

Notas
* Temporada ainda em andamento.
† – Os pilotos não completaram a prova, mas foram classificados pois concluíram 90% da prova.